# Ville Ahonen
Ville Ahonen (14 ottobre 1994) è un fondista finlandese.

## Biografia
Attivo dal dicembre del 2011, Ahonen ha esordito in Coppa del Mondo il 9 marzo 2015 a Lahti in una 15 km (53º) e ai Campionati mondiali a Planica 2023, dove si è classificato 10º nella sprint e non ha completato la 50 km; ai Mondiali di Trondheim 2025 si è piazzato 10º nella 10 km. Non ha preso parte a rassegne olimpiche.

## Palmarès

### Coppa del Mondo
- Miglior piazzamento in classifica generale: 77º nel 2022